# Longkou
Longkou (龙口 ; pinyin : Lóngkǒu) est une ville de la province du Shandong en Chine. C'est une ville-district placée sous la juridiction administrative de la ville-préfecture de Yantai.

## Démographie

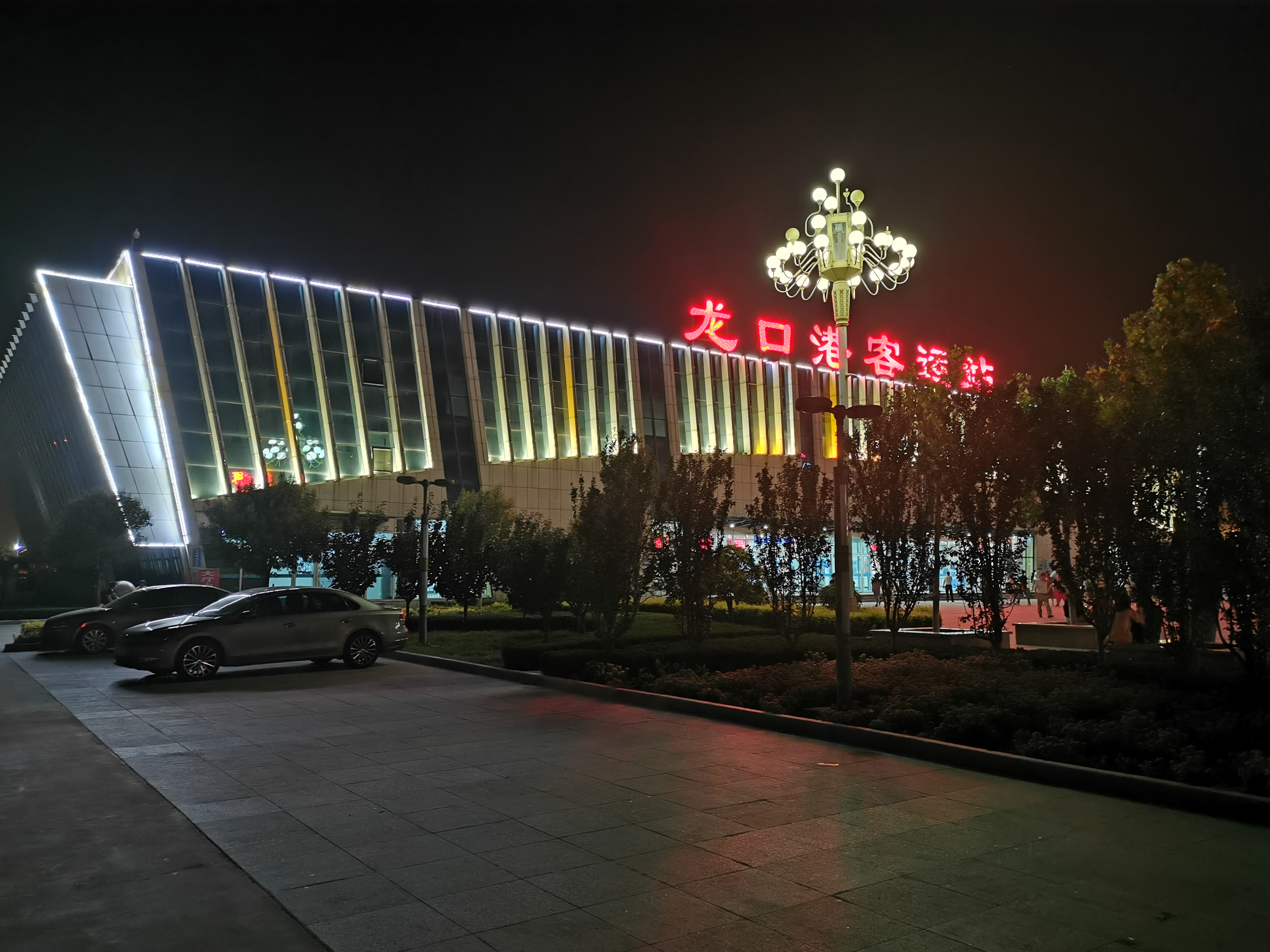

La population du district était de 620 088 habitants en 1999.

## Industrie
Un projet d'île artificielle de grande envergure y est en cours .